# Acrobolbaceae
Acrobolbaceae é uma família pertencente à divisão de plantas hepáticas (Marchantiophyta: Jungermanniales), a qual, juntamente com as divisões de musgos e antóceros, forma a superdivisão das briófitas (Bryophyta, em sentido amplo).
Assim como as outras briófitas, a família possui plantas que não apresentam tecidos condutores de seiva, logo são vegetais avasculares, sem presença de xilema e floema. Além disso, apresentam esporófito transitório que quando libera os esporos, morre. Assim sendo, nesses vegetais, o gametófito é considerado como a fase persistente.
Sendo hepáticas, são plantas avasculares de tamanho diminuto característico do grupo com representantes folhosos e talosos. As Acrobolbaceae possuem forma de vida folhosa, crescendo como "tapetes", em substratos terrícolas ou rupícolas.

## Etimologia
O nome da família, cunhado por Eliza Amy Hodgson em 1962, origina-se do gênero Acrobolbus, descrito por Nees von Esenbeck em 1844.
O termo "akros", em grego, refere-se a "ponto alto", "extermidade", enquanto "bolbos" equivale a "planta com uma dilatação arredondada num caule subterrâneo".
A descrição original do gênero faz referência à presença de um "involucrum [...] terminale". O termo "involucrum" refere-se a uma bainha de tecido protetivo, originada do talo, envolvendo anterídios, arquegônios ou esporófitos, enquanto o termo "terminale" refere-se a uma localização terminal, ou apical.

## Morfologia
A maior parte das espécies hepáticas são talosas, entretanto, a divisão também abrange espécies folhosas, como as espécies do grupo das Acrobolbaceae.
As plantas desta família têm coloração de verde-clara a azulada, o crescimento é prostrado ou ascendente – algumas vezes têm base estolonífera. Os caulídios podem ou não ter epiderme espessada. Os ramos são intercalares e os estolões podem estar presentes ou não. Os filídios, que podem ser súcubos, inteiros ou bilobados, estão divididos em dois, e são lobados entre três e cinco margens inteiras, ciliadas ou dentadas. A parte debaixo dos filídios é ausente ou vestigial. Células usualmente com a cutícula papilosa, óleo-corpos marrons, granulares. Anfigastros ausentes. Os poucos rizóides estão em facículos ou dispersos na base foliar. Esporófito protegido por um marsúpio sólido do tipo Calypogeia em Lethocolea e Goebelobryum. Secção transversal da seta com muitas células. Cápsulas podem ser elipsoidais ou cilíndricas com ápice agudo envolto. Na família a reprodução vegetativa é rara, realizada através de filídios caducos ou gemas foliares. Gineceu terminal, em ramos folhosos.

## Filogenia
Considerando o status filogenético, a família não está consolidada. Diversos trabalhos têm sido feitos para identificar as relações entre os gêneros e entre as espécies dentro de cada gênero, mas não foram suficientes para contemplar e entender todas as relações envolvidas.
Uma pesquisa realizada a respeito da Subordem Jungermanniineae apresentrou a relação de Acrobolbaceae com outras famílias. Ainda que o reduzido número de gêneros amostrados nessa pesquisa não inclua todos os gêneros taxonômicos descrito, os autores concluíram que a família posiciona-se como grupo irmão de outras grandes famílias, como Jungermanniaceae, Gymnomitriaceae e Solenostomataceae:
|  | Austrolophozia paradoxa   |
|  |                           |
|  | Goebelobryum unguiculatum |
|  |                           |

|  | Acrobolbus ochrophyllus |
|  |                         |
|  | Tylimanthus laxus       |
|  |                         |

|  | Austrolophozia paradoxa   |
|  |                           |
|  | Goebelobryum unguiculatum |
|  |                           |

|  | Acrobolbus ochrophyllus |
|  |                         |
|  | Tylimanthus laxus       |
|  |                         |

|  | Saccogynidium australe |
|  |                        |
|  | Saccogynidium decurvum |
|  |                        |

|  | Austrolophozia paradoxa   |
|  |                           |
|  | Goebelobryum unguiculatum |
|  |                           |

|  | Acrobolbus ochrophyllus |
|  |                         |
|  | Tylimanthus laxus       |
|  |                         |

|  | Austrolophozia paradoxa   |
|  |                           |
|  | Goebelobryum unguiculatum |
|  |                           |

|  | Acrobolbus ochrophyllus |
|  |                         |
|  | Tylimanthus laxus       |
|  |                         |

|  | Saccogynidium australe |
|  |                        |
|  | Saccogynidium decurvum |
|  |                        |

|  | Austrolophozia paradoxa   |
|  |                           |
|  | Goebelobryum unguiculatum |
|  |                           |

|  | Acrobolbus ochrophyllus |
|  |                         |
|  | Tylimanthus laxus       |
|  |                         |

|  | Austrolophozia paradoxa   |
|  |                           |
|  | Goebelobryum unguiculatum |
|  |                           |

|  | Acrobolbus ochrophyllus |
|  |                         |
|  | Tylimanthus laxus       |
|  |                         |

|  | Saccogynidium australe |
|  |                        |
|  | Saccogynidium decurvum |
|  |                        |

|  | Austrolophozia paradoxa   |
|  |                           |
|  | Goebelobryum unguiculatum |
|  |                           |

|  | Acrobolbus ochrophyllus |
|  |                         |
|  | Tylimanthus laxus       |
|  |                         |

|  | Austrolophozia paradoxa   |
|  |                           |
|  | Goebelobryum unguiculatum |
|  |                           |

|  | Acrobolbus ochrophyllus |
|  |                         |
|  | Tylimanthus laxus       |
|  |                         |

|  | Saccogynidium australe |
|  |                        |
|  | Saccogynidium decurvum |
|  |                        |

|  | Austrolophozia paradoxa   |
|  |                           |
|  | Goebelobryum unguiculatum |
|  |                           |

|  | Acrobolbus ochrophyllus |
|  |                         |
|  | Tylimanthus laxus       |
|  |                         |

|  | Austrolophozia paradoxa   |
|  |                           |
|  | Goebelobryum unguiculatum |
|  |                           |

|  | Acrobolbus ochrophyllus |
|  |                         |
|  | Tylimanthus laxus       |
|  |                         |

|  | Saccogynidium australe |
|  |                        |
|  | Saccogynidium decurvum |
|  |                        |

|  | Austrolophozia paradoxa   |
|  |                           |
|  | Goebelobryum unguiculatum |
|  |                           |

|  | Acrobolbus ochrophyllus |
|  |                         |
|  | Tylimanthus laxus       |
|  |                         |

|  | Austrolophozia paradoxa   |
|  |                           |
|  | Goebelobryum unguiculatum |
|  |                           |

|  | Acrobolbus ochrophyllus |
|  |                         |
|  | Tylimanthus laxus       |
|  |                         |

|  | Saccogynidium australe |
|  |                        |
|  | Saccogynidium decurvum |
|  |                        |

|  | Austrolophozia paradoxa   |
|  |                           |
|  | Goebelobryum unguiculatum |
|  |                           |

|  | Acrobolbus ochrophyllus |
|  |                         |
|  | Tylimanthus laxus       |
|  |                         |

|  | Austrolophozia paradoxa   |
|  |                           |
|  | Goebelobryum unguiculatum |
|  |                           |

|  | Acrobolbus ochrophyllus |
|  |                         |
|  | Tylimanthus laxus       |
|  |                         |

|  | Saccogynidium australe |
|  |                        |
|  | Saccogynidium decurvum |
|  |                        |

|  | Austrolophozia paradoxa   |
|  |                           |
|  | Goebelobryum unguiculatum |
|  |                           |

|  | Acrobolbus ochrophyllus |
|  |                         |
|  | Tylimanthus laxus       |
|  |                         |

|  | Austrolophozia paradoxa   |
|  |                           |
|  | Goebelobryum unguiculatum |
|  |                           |

|  | Acrobolbus ochrophyllus |
|  |                         |
|  | Tylimanthus laxus       |
|  |                         |

|  | Saccogynidium australe |
|  |                        |
|  | Saccogynidium decurvum |
|  |                        |

|  | Austrolophozia paradoxa   |
|  |                           |
|  | Goebelobryum unguiculatum |
|  |                           |

|  | Acrobolbus ochrophyllus |
|  |                         |
|  | Tylimanthus laxus       |
|  |                         |

|  | Austrolophozia paradoxa   |
|  |                           |
|  | Goebelobryum unguiculatum |
|  |                           |

|  | Acrobolbus ochrophyllus |
|  |                         |
|  | Tylimanthus laxus       |
|  |                         |

|  | Saccogynidium australe |
|  |                        |
|  | Saccogynidium decurvum |
|  |                        |

|  | Austrolophozia paradoxa   |
|  |                           |
|  | Goebelobryum unguiculatum |
|  |                           |

|  | Acrobolbus ochrophyllus |
|  |                         |
|  | Tylimanthus laxus       |
|  |                         |

|  | Austrolophozia paradoxa   |
|  |                           |
|  | Goebelobryum unguiculatum |
|  |                           |

|  | Acrobolbus ochrophyllus |
|  |                         |
|  | Tylimanthus laxus       |
|  |                         |

|  | Saccogynidium australe |
|  |                        |
|  | Saccogynidium decurvum |
|  |                        |

|  | Austrolophozia paradoxa   |
|  |                           |
|  | Goebelobryum unguiculatum |
|  |                           |

|  | Acrobolbus ochrophyllus |
|  |                         |
|  | Tylimanthus laxus       |
|  |                         |

|  | Austrolophozia paradoxa   |
|  |                           |
|  | Goebelobryum unguiculatum |
|  |                           |

|  | Acrobolbus ochrophyllus |
|  |                         |
|  | Tylimanthus laxus       |
|  |                         |

|  | Saccogynidium australe |
|  |                        |
|  | Saccogynidium decurvum |
|  |                        |

|  | Austrolophozia paradoxa   |
|  |                           |
|  | Goebelobryum unguiculatum |
|  |                           |

|  | Acrobolbus ochrophyllus |
|  |                         |
|  | Tylimanthus laxus       |
|  |                         |

|  | Austrolophozia paradoxa   |
|  |                           |
|  | Goebelobryum unguiculatum |
|  |                           |

|  | Acrobolbus ochrophyllus |
|  |                         |
|  | Tylimanthus laxus       |
|  |                         |

|  | Saccogynidium australe |
|  |                        |
|  | Saccogynidium decurvum |
|  |                        |

|  | Austrolophozia paradoxa   |
|  |                           |
|  | Goebelobryum unguiculatum |
|  |                           |

|  | Acrobolbus ochrophyllus |
|  |                         |
|  | Tylimanthus laxus       |
|  |                         |

|  | Austrolophozia paradoxa   |
|  |                           |
|  | Goebelobryum unguiculatum |
|  |                           |

|  | Acrobolbus ochrophyllus |
|  |                         |
|  | Tylimanthus laxus       |
|  |                         |

|  | Saccogynidium australe |
|  |                        |
|  | Saccogynidium decurvum |
|  |                        |

|  | Austrolophozia paradoxa   |
|  |                           |
|  | Goebelobryum unguiculatum |
|  |                           |

|  | Acrobolbus ochrophyllus |
|  |                         |
|  | Tylimanthus laxus       |
|  |                         |

|  | Austrolophozia paradoxa   |
|  |                           |
|  | Goebelobryum unguiculatum |
|  |                           |

|  | Acrobolbus ochrophyllus |
|  |                         |
|  | Tylimanthus laxus       |
|  |                         |

|  | Saccogynidium australe |
|  |                        |
|  | Saccogynidium decurvum |
|  |                        |

|  | Austrolophozia paradoxa   |
|  |                           |
|  | Goebelobryum unguiculatum |
|  |                           |

|  | Acrobolbus ochrophyllus |
|  |                         |
|  | Tylimanthus laxus       |
|  |                         |

|  | Austrolophozia paradoxa   |
|  |                           |
|  | Goebelobryum unguiculatum |
|  |                           |

|  | Acrobolbus ochrophyllus |
|  |                         |
|  | Tylimanthus laxus       |
|  |                         |

|  | Saccogynidium australe |
|  |                        |
|  | Saccogynidium decurvum |
|  |                        |

|  | Austrolophozia paradoxa   |
|  |                           |
|  | Goebelobryum unguiculatum |
|  |                           |

|  | Acrobolbus ochrophyllus |
|  |                         |
|  | Tylimanthus laxus       |
|  |                         |

|  | Austrolophozia paradoxa   |
|  |                           |
|  | Goebelobryum unguiculatum |
|  |                           |

|  | Acrobolbus ochrophyllus |
|  |                         |
|  | Tylimanthus laxus       |
|  |                         |

|  | Saccogynidium australe |
|  |                        |
|  | Saccogynidium decurvum |
|  |                        |

## Taxonomia
O grupo está inserido na divisão Marchantiophyta, classe Jungermanniopsida, ordem Jungermanniales. Com relação à taxonomia interna, o número de gêneros incluídos na família varia de autor para autor, como visto a seguir.

### Hodgson (1962)
Gêneros da família, de acordo com a autora:
- Acrobolbaceae
  - Acrobolbus (incluindo "Tylimanthus", considerado inválido)
  - Marsupidium

### Crandall-Stotler e Stotler (2000)
Segundo os autores, a família apresenta sete gêneros:
- Acrobolbaceae
  - Acrobolbus
  - Austrolophozia
  - Enigmella
  - Goebelobryum
  - Lethocolea
  - Marsupidium
  - Tylimanthus

### Schuster (2001)
Subfamílias e gêneros, de acordo com o autor:
- Acrobolbaceae
  - Acrobolboideae
    - Acrobolbus, Marsupidium, Tylimanthus,

  - Austrolophozioideae
    - Austrolophozia

  - Lethocoleoideae
    - Lethocolea, Goebelobryum

Em um trabalho anterior, Schuster (1980) já havia adotado as subfamílias acima.

### The Plant List (2013)
De acordo com esta base de dados, incluem-se dez gêneros na família:
- Acrobolbaceae
  - Acrobolbus
  - Enigmella
  - Goebelobryum
  - Gymnanthe
  - Lethocolea
  - Marsupidium
  - Podanthe
  - Symphyomitra
  - Tylimanthus

Há 51 espécies descobertas atualmente.

### Shaw et al. (2015)
Taxonomia da família, de acordo com os autores:
- Acrobolbaceae
  - Acrobolboideae
    - Acrobolbus, Marsupidium, Tylimanthus

  - Austrolophozioideae
    - Austrolophozia, Goebelobryum

  - Lethocoleoideae
    - Lethocolea

  - Saccogynidioideae
    - Saccogynidium

### Briscoe et al. (2015, 2017)
Os autores consideram os seguintes grupos na família:
- Acrobolbaceae
  - Acrobolboideae
    - Acrobolbus, Marsupidium, Tylimanthus

  - Austrolophozioideae
    - Austrolophozia

  - Lethocoleoideae
    - Lethocolea, Goebelobryum, Enigmella

  - Saccogynidioideae
    - Saccogynidium

Os autores concluíram que os três gêneros de Acrobolboideae são polifiléticos. Logo, fundiram-nos em um, o gênero Acrobolbus.

### Tropicos (2017)
A base inclui quinze gêneros na família, embora nem todos sejam válidos atualmente:
- Acrobolbaceae
  - Acrobolbus Nees 1844[11]
  - Austrolophozia R.M. Schust. 1963[12]
  - Enigmella G.A.M. Scott & K.G. Beckm. 1992[13]
  - Goebelobryum Grolle 1962[14]
  - Gymnanthe Taylor ex Lehm. 1844[15]
  - Hypogastranthus Schiffn. 1909[16]
  - Lethocolea Mitt. 1867[17]
  - Marsupellopsis (Schiffn. 1893) Berggr. 1898[18][19]
  - Marsupidium Mitt. 1867[17]
  - Neoprasanthus S. Winkl. 1969[20]
  - Podanthe Taylor 1846 [ilegítimo, homônimo júnior][21]
  - Saccogynidium Grolle 1960 [1961][22]
  - Symphyomitra Spruce 1885[23]
  - Tylimanthus Mitt. 1867[24]
  - Tylunanthus Grolle 1965 [inválido, variante ortográfica][25]

### Chave de identificação
A seguir, uma chave de identificação para os gêneros presentes no Brasil:
- 1. Ápice do filídio inteiro, células dos filídios alongadas na margem ventral do filídio, óleo corpos 1-2 por células.....Lethocolea
- 1. Ápice do filídio truncado até bilobado, margem denteada ou inteira, células dos filídios iguais na margem do filídio, óleo corpos numerosos, 5-10 por célula.....2
  - 2. Ginoécio terminal nas ramificações, células dos filídios com trigonos, células epidérmicas do caulídeo diferenciadas.....Tylimanthus
  - 2. Ginoécio terminal em ramificações curtas, próximo a base, células dos filídios delgadas, sem trigonos, células epidérmicas do caulídeo não diferenciadas.....Marsupidium

## Ocorrência

### No mundo
Há registros georeferênciados de espécies da família Acrobolbaceae em todos os continentes, exceto a Antártida.

### No Brasil
No Brasil, Acrobolbaceae apresenta três gêneros Lethocolea, Marsupidium e Tylimanthys. Cada gênero contempla uma espécie descrita: Lethocolea glossophylla (Spruce), Marsupidium gradsteinii Grolle e Tylimanthus laxus (Lehm. & Lindenb.) Spruce.

#### Domínios fitogeográficos
- Domínios fitogeográficos: Amazônia, Cerrado, Mata Atlântica, Pantanal[2]
- Tipo de vegetação: Campo de Altitude, Cerrado (lato sensu), Floresta Ciliar ou Galeria, Floresta de Várzea, Floresta Ombrófila (= Floresta Pluvial)[2]

#### Estados
Estão presentes em todas as regiões do país: norte (Amazonas, Pará), centro-Oeste (Mato Grosso do Sul, Mato Grosso), sudeste (Espírito Santo, Minas Gerais, Rio de Janeiro, São Paulo) e Sul (Paraná). Apresenta origem nativa, no entanto não é endêmica no Brasil.

## Galeria

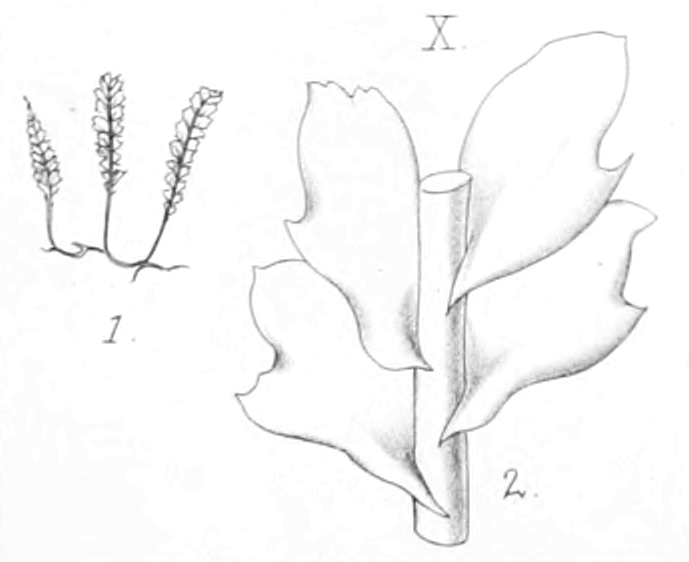
Desenho de Tylimanthus viridis
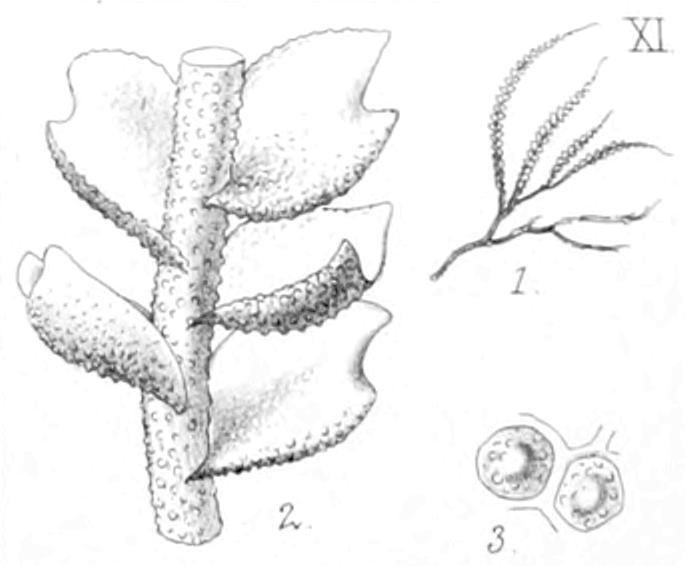
Desenho de Acrobolbus ochrophyllus
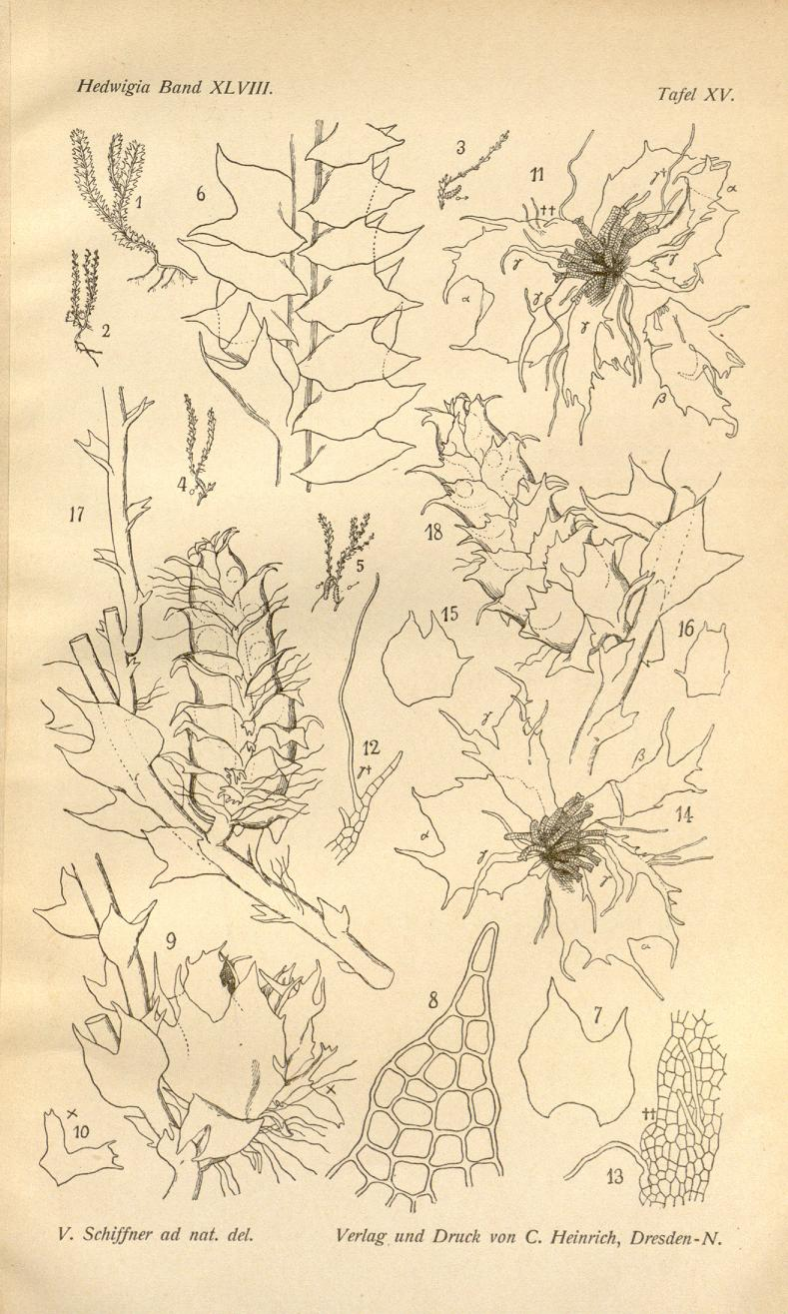
Desenho de Acrobolbus sumatranus
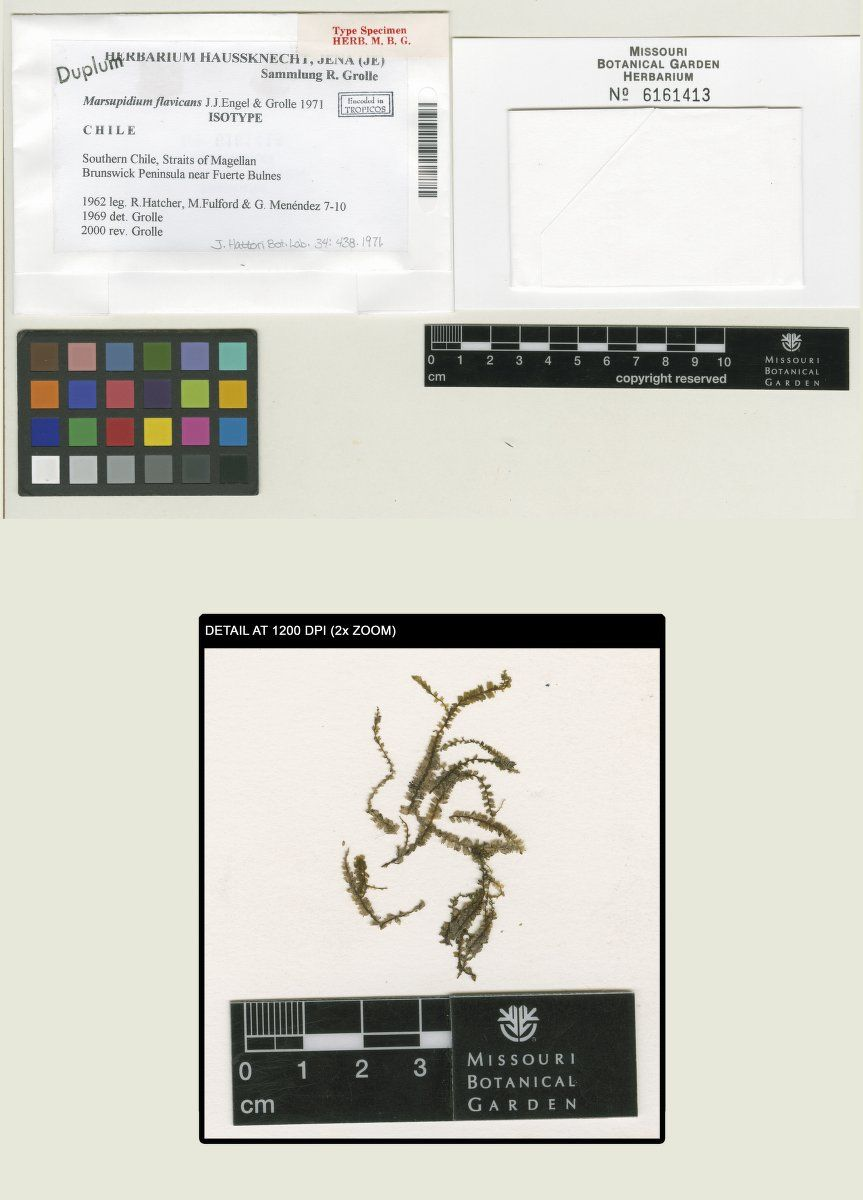
Exsicata de Marsupidium flavicans